# Liste der Monuments historiques in Entraunes
Die Liste der Monuments historiques in Entraunes führt die Monuments historiques in der französischen Gemeinde Entraunes auf.

## Liste der Bauwerke
| Bezeichnung          | Beschreibung                      | Standort | Kennzeichnung | Schutzstatus | Datum | Bild           |
| -------------------- | --------------------------------- | -------- | ------------- | ------------ | ----- | -------------- |
| Kapelle St-Sébastien | Erbaut im 13. und 16. Jahrhundert | (Lage)   | PA00080717    | Classé       | 1947  | weitere Bilder |

## Liste der Objekte
| Bezeichnung | Beschreibung                                                                                   | Standort | Kennzeichnung | Schutzstatus | Datum | Bild |
| --- | ---------------------------------------------------------------------------------------------- | -------- | ------------- | ------------ | ----- | ---- |
| Gemälde Madonna mit Kind | Ölgemälde von Jean André de Castellane, 17. Jahrhundert; in der Kirche Notre-Dame-de-Septembre | (Lage)   | PM06000212    | Classé       | 1988  |      |
| Gemälde Le Repas chez Simon avec saint Louis de Toulouse bénissant                                                                     | Ölgemälde von Jean André de Castellane, 1655; in der Kirche Notre-Dame-de-Septembre            | (Lage)   | PM06000215    | Classé       | 1984  |      |
| Gemälde Vierge en gloire et saint suaire du Christ présenté par le bienheureux Amédée de Savoie, entre sainte Brigitte et saint Joseph | Ölgemälde von Jean André de Castellane, 1690; in der Kirche Notre-Dame-de-Septembre            | (Lage)   | PM06000213    | Classé       | 1984  |      |
| Wandmalereien: Kreuzigung und der heilige Sebastian umgeben von weiteren Heiligen                                                      | 16. Jahrhundert; in der Kapelle St-Sébastien                                                   | (Lage)   | PM06000211    | Classé       | 1947  |      |
| Gemälde Couronnement de la Vierge par la sainte Trinité, saint Félix de Valois, saint Jean de Matha et le donateur                     | Ölgemälde von Jean André de Castellane, 1665; in der Kirche Notre-Dame-de-Septembre            | (Lage)   | PM06000214    | Classé       | 1984  |      |